# Lawman
Lawman (Brasil: Mato... Em Nome Da Lei ) é um filme estadunidense, de 1971, do gênero faroeste, dirigido por Michael Winner, roteirizado por Gerald Wilson, música de Jerry Fielding. Delegado, hábil pistoleiro, chega a uma cidade do Velho Oeste, com ordens de prender sete homens por assassinato, entre eles um poderoso barão de gado.

## Elenco
- Burt Lancaster ....... Delegado Jared Maddox
- Robert Ryan ....... Delegado Cotton Ryan
- Lee J. Cobb ....... 	Vincent Bronson
- Robert Duvall ....... Vernon Adams
- Sheree North ....... Laura Shelby
- Albert Salmi ....... Harvey Stenbaugh
- Richard Jordan ....... Crowe Wheelwright
- John McGiver ....... Prefeito Sam Bolden
- Ralph Waite ....... Jack Dekker
- John Beck ....... Jason Bronson
- William Watson ....... Choctaw Lee (como William C. Watson)
- Walter Brooke ....... Luther Harris
- Robert Emhardt ....... Hersham
- Joseph Wiseman...Lucas
- Charles Tyner ....... Ministro
- J.D. Cannon ....... Hurd Price
- Lou Frizzell ....... Cobden
- Richard Bull ....... Dusaine
- John Hillerman ....... Totts
- Roy Engel ....... Bartender

## Sinopse
O rancheiro Vincent Bronson e seus vaqueiros causam destruição na cidade de Bannock durante uma bebedeira Eles disparam a esmo e acabam por, sem saberem, matar um lojista. O delegado da cidade, Jared Maddox, estava fora mas meses depois ele aparece na cidade de Sabbath com a lista dos homens que participaram do tiroteio. Ele também traz o cadáver de Marc Corman, um dos homens da lista. Maddox pede ao seu conhecido, xerife Cotton Ryan, que prenda os seis homens restantes: Vernon Adams, Choctaw Lee, Jack Dekker, Harvey Stenbaugh e Hurd Price, além de Vincent Bronson. Ryan se confessa corrupto e não fará nada com Bronson, que é o "dono" da cidade e que o colocara no cargo. Mas ele, mesmo pressionado, também não interfere nas ações do delegado. Maddox então manda-o avisar os acusados que dará um prazo de 24 horas para que se entreguem. A cidade, exceto o paraplégico dono do saloon e ex-pistoleiro Lucas, fica contra Maddox e vários cidadãos planejam expulsá-lo ou matá-lo. Bronson pensa em corromper Maddox e se não conseguisse pretendia se entregar e os demais ficam relutantes mas aceitam acompanhá-lo. Harvey, capataz e braço direito de Bronson, é o mais irritado e vai a cidade e acaba desafiando Maddox que é mai rápido e o mata. Ao receber o corpo do amigo, Bronson muda de ideia e resolve confrontar o delegado com a ajuda dos demais acusados e o apoio da cidade.